# 2017年シドニー・シープレーンズDHC-2墜落事故
2017年シドニー・シープレーンズDHC-2墜落事故は、2017年12月31日にオーストラリアのニューサウスウェールズ州で発生した航空事故である。
コテージ・ポイントからローズ・ベイ水上飛行場へ向かっていたシドニー・シープレーンズのデ・ハビランド・カナダ DHC-2が墜落し、乗員乗客6人全員が死亡した。

## 飛行の詳細

### 事故機
事故機のデ・ハビランド・カナダ DHC-2（VH-NOO）は1963年に製造され、翌年オーストラリアで登録された。1999年に水上機への改造工事を受け、2006年にシドニー・シープレーンズが購入した。事故機は1996年、VH-IDIとして登録されていた際に死亡事故を引き起こしており、その後作り直されていた。

### 乗員乗客
パイロットは44歳の男性だった。総飛行時間は10,762時間で、そのうち約9,000時間が水上飛行機での経験だった。2017年12月23日にセスナ208での着陸時に機体を損傷させるインシデントを起こしていたが、パイロットに過失は無かったと判断され、12月28日に勤務に復帰していた。
乗客はコンパス・グループのCEOであるリチャード・カズンズと息子2人、カズンズの婚約者の女性とその娘の計5人だった。

## 事故の経緯

### 離陸まで

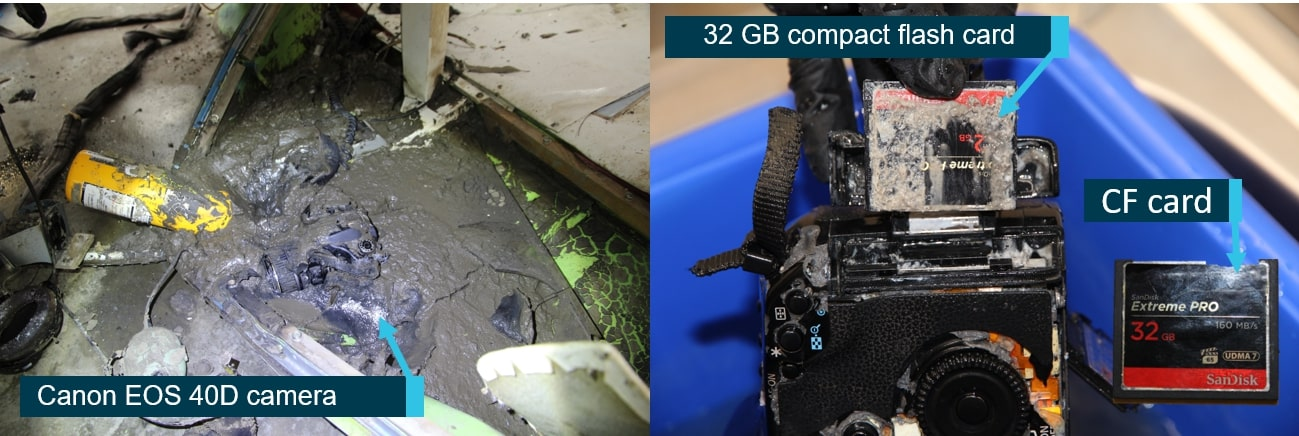
発見されたカメラ

AEST10時45分、乗客5人はコテージ・ポイント付近のレストランを訪れるため、ローズ・ベイ水上飛行場からDHC-2に搭乗した。12時前にコテージ・ポイントに着くと、パイロットは他の乗客を乗せて4回のフライトを行った。13時53分、コテージ・ポイントに戻ったパイロットは他機の離着陸の関係で最大27分間、湾内をタキシングしたがその間ドアは半開きの状態だった。14時57分、乗客5人が搭乗を開始し、15時4分頃にタキシングを開始した。乗客はパイロットの右側に1人と、その後ろの列に2人、さらに後ろの列に2人が着席している状態だった。15時11分頃、DHC-2はコテージ・ポイントを離陸した。

### 墜落
パイロットの右側に着席していた乗客はカメラで機外の様子を撮影していた。乗客によって撮影された写真から、事故機は高度135フィート (41 m)まで上昇していたと推測されている。15時12分、コテージ・ポイントの北東に位置する「壁の穴」と呼ばれる地点でDHC-2が目撃された。この時撮影された写真によれば、DHC-2は15～20度の角度で右旋回を行っていた。その数十秒後に乗客が撮影した写真では高度が98フィート (30 m)まで落ちていたとみられている。地上の目撃者は事故機が低い高度を保ちながらエルサレム湾へ向かう様子を見ていた。その後、ピンタ湾の手前でDHC-2は右へ急旋回し、墜落した。付近にいた人々はすぐに救助に駆けつけたが、10分ほどで機体は完全に水没した。

## 事故調査
オーストラリア運輸安全局（ATSB）が調査を行った。

### 目撃証言
目撃者によれば事故機はエルサレム湾で急旋回を始め、バンク角が80度から90度に達したとみられている。墜落直前までエンジン音は正常で、飛行も安定していたという。ただし、飛行高度に関しては異なる証言があった。目撃証言や乗客の撮影した画像から事故機のおおよその飛行経路が判明したが、通常飛行する経路ではなかった。

### 残骸の調査

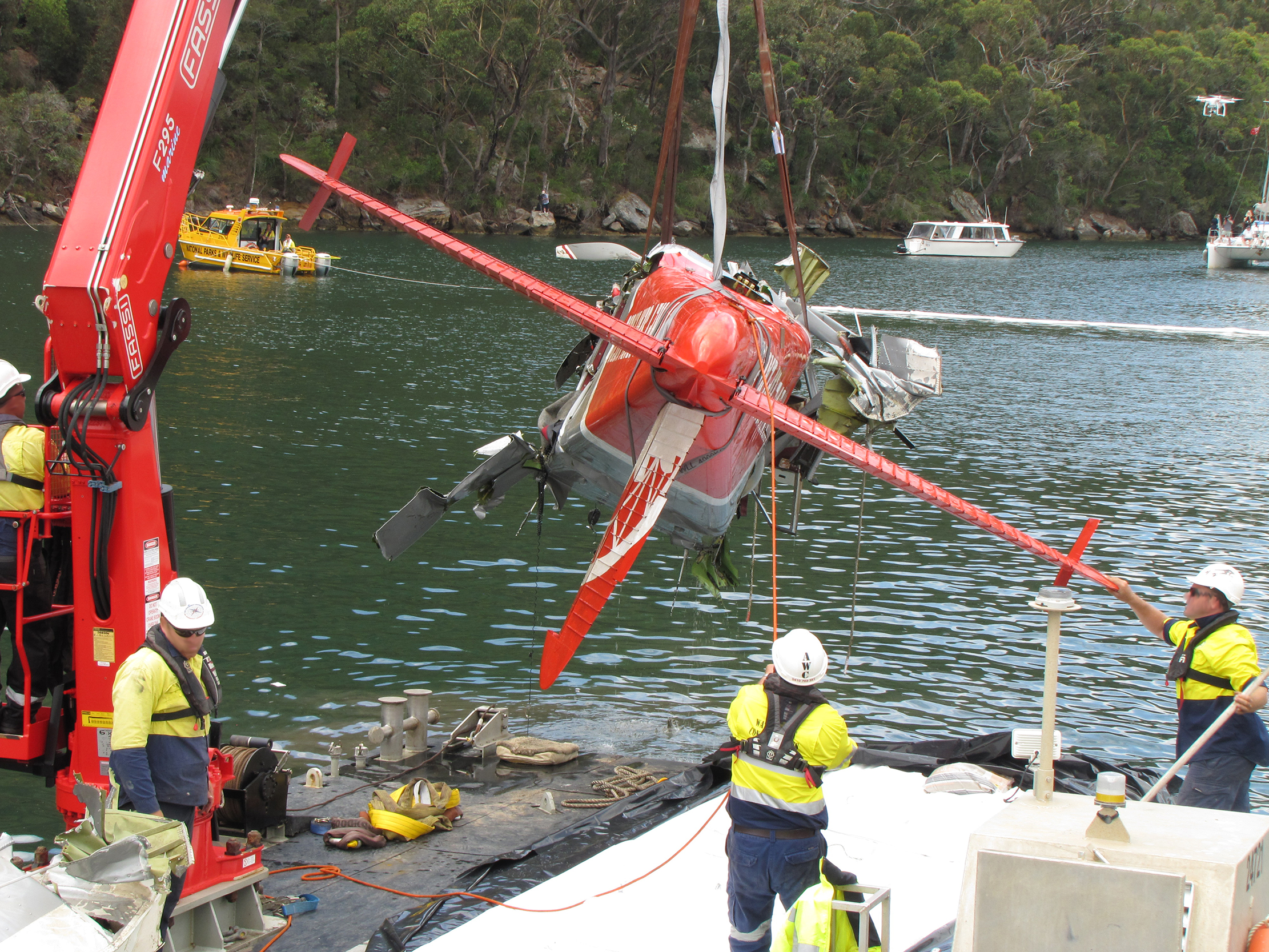
エルサレム湾から引き上げられた残骸

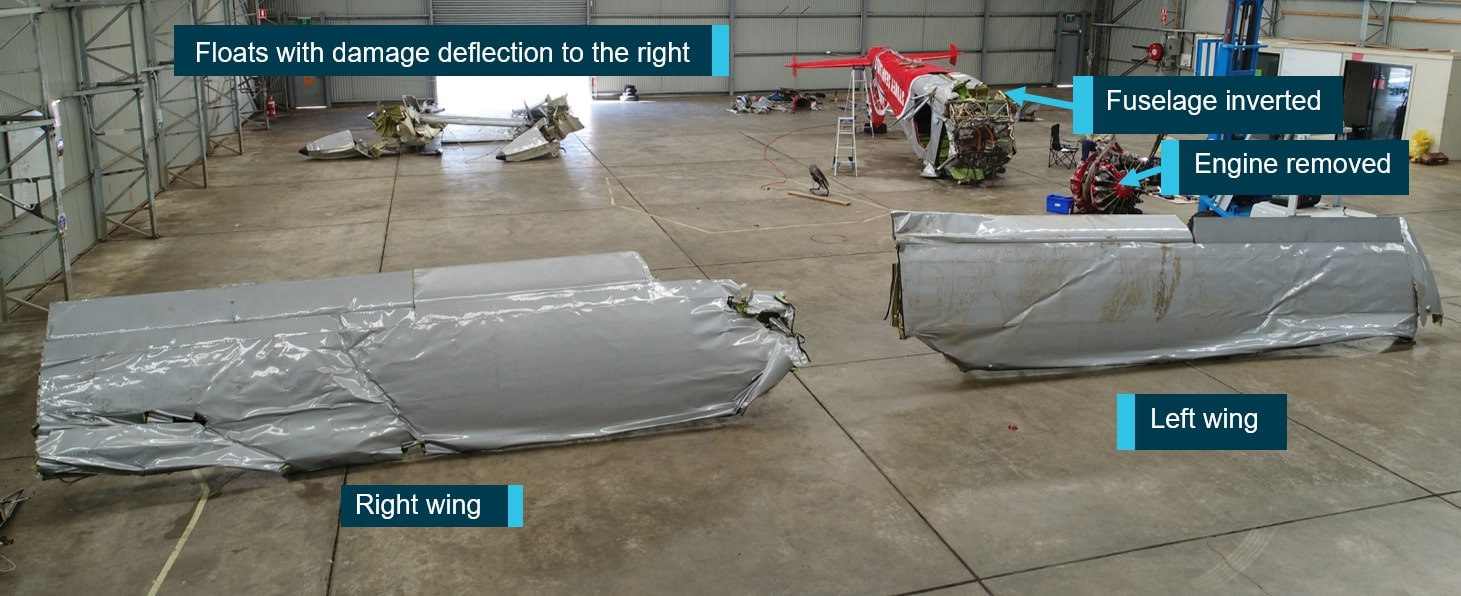
残骸の全容

事故機にはコックピットボイスレコーダー、フライトデータレコーダーのいずれも搭載されていなかった。2018年1月4日、事故機の残骸が海底から引き上げられた。残骸の調査からエンジンは墜落時まで動作していたことが判明した。
エンジンのシリンダーを調査したところ、事故以前に生じたとみられる亀裂が複数箇所見つかった。また客室とエンジンの間にある防火壁のボルト3本が欠落しており、この穴から一酸化炭素が客室に流入した可能性がある。

### 一酸化炭素の検出と影響
事故機には使い捨ての一酸化炭素の検出装置が取り付けられていた。この検出装置は取り付け後、12ヶ月使用することが出来、事故機のものは2018年4月1日まで有効だった。しかし、この検出装置はパイロットが色を確認するというものであり、信頼性に欠ける場合があった。
事故当日に撮影された写真から、パイロットがタキシング中に窓を閉めた状態でドアを開けていたことが判明した。他社のパイロットは換気を行う場合には窓を開けることを勧めているが、シドニー・シープレーンズはドアを開けてタキシングするのは一般的な事であると述べた。
遺体の毒物検査は行われていなかったが、ATSBとニューサウスウェールズ州警察は検査が行われたと誤認したため、毒物検査の実施が遅れた。
2020年3月、乗員乗客の血液を検査したところ、血中に4～10%程度のカルボキシヘモグロビンが含まれていることが判明した。このうちパイロットの血中濃度は最も高い11%だった。ATSBの病理学者は、「カルボキシヘモグロビンの血中濃度は致命的なものでは無かったが、操縦に影響した可能性がある」と述べた。ニューサウスウェールズ州警察は操縦を行ううえで必要な運動能力などに影響しなかった可能性もあるとした上で、注意力散漫などに繋がった可能性を指摘した。

### 事故原因
2021年1月、ATSBは客室に排気管から漏れて流入した一酸化炭素によってパイロットの飛行能力が低下し、低高度で失速したことが事故原因であるとした。

## 事故後
シドニー・シープレーンズは一時的に運航を停止した。2018年1月15日にDHC-2以外の航空機での飛行を再開したが乗員を1人から2人に増やした。シドニー・シープレーンズのCEOは墜落直前の操縦は説明できないものだと述べた。
2020年7月、ATSBはピストンエンジンを搭載した機体を運航する各社に排気システム、および防火壁の詳細な検査を行うことと精度の高い一酸化炭素検出装置を搭載することを推奨した。シドニー・シープレーンズは精度の高い一酸化炭素検出装置の搭載を自主的に行った。

## 映像化
- メーデー!:航空機事故の真実と真相 第21シーズン第7話「Dream Flight Disaster」